# Licet ecclesiae catholicae

Wappen Papst Alexanders IV.

Mit der Päpstlichen Bulle Licet ecclesiae catholicae ordnete  Papst Alexander IV. am 9. April 1256 die große Vereinigung (magna unio) der Toskanischen Eremiten (Toskaniten), der Janboniten (Zanbonini), der Brictinenser (Brictini), der Wilhelmiten und der Eremiten des Hl. Augustinus an.

## Augustinerorden
Aus dieser Zusammenführung entstanden neben den Franziskanern, Dominikanern und Karmeliten nun die Augustiner-Eremiten (OESA) als der vierte bedeutende Bettelorden. Heute heißt diese Kongregation Augustinerorden.

## Würdigung
Papst Benedikt XVI. reiste 2007 in die beiden italienischen Diözesen  Vigevano und  Pavia, um dort am Grab des heiligen  Augustinus zu beten. Die Wallfahrt des Papstes fand aus Anlass der Veröffentlichung der Bulle „Licet ecclesiae catholicae“ vor 750 Jahren statt.